# A Different Shade
A Different Shade – debiutancki album szwedzkiego wokalisty Erika Segerstedta wydany 21 stycznia 2007 roku. Album wydał Sony BMG. Album znalazł się na drugim miejscu w Sverigetopplistan.
Album promowany był przez dwa single: „I Can't Say I'm Sorry” oraz „How Did We Change”. „I Can't Say I'm Sorry” na którym dwukrotnie znalazł się tytułowy utwór (wersja z wokalem i wersja instrumentalna). Singel był przez tydzień na pierwszym miejscu w publikatorze szwedzkiej listy przebojów Sverigetopplistan.

## Lista utworów
| Lista utworów | Lista utworów                 | Lista utworów |
| Nr            | Tytuł utworu                  | Długość       |
| ------------- | ----------------------------- | ------------- |
| 1.            | „2 Happy 2 Soon”              | 3:13          |
| 2.            | „How Did We Change”           | 4:18          |
| 3.            | „I Can't Say I'm Sorry”       | 3:46          |
| 4.            | „When I Hear You Say My Name” | 3:45          |
| 5.            | „Wherever You Are”            | 3:44          |
| 6.            | „I'm Not Alone”               | 3:36          |
| 7.            | „Bring My Baby Back”          | 3:25          |
| 8.            | „She's So”                    | 2:45          |
| 9.            | „Freeway”                     | 3:20          |
| 10.           | „Knockin' On Heavens Door”    | 3:45          |
| 11.           | „Everything Changes”          | 3:34          |
|               |                               | 39:11         |